# TVShowsOnDVD.com
TVShowsOnDVD.com은 지역코드 1 DVD에 대한 정보를 제공하는 웹 사이트이다. 2007년 2월부터 《TV 가이드》와 제휴를 맺었다.